# Tabberd
Een tabberd is een begrip dat verwijst naar de heraldiek. Het staat voor de geborduurde wapenrok van een wapenkoning, heraut of persevant. De wapenrok vertoont het wapen van de heer die men dient.

## Toelichting

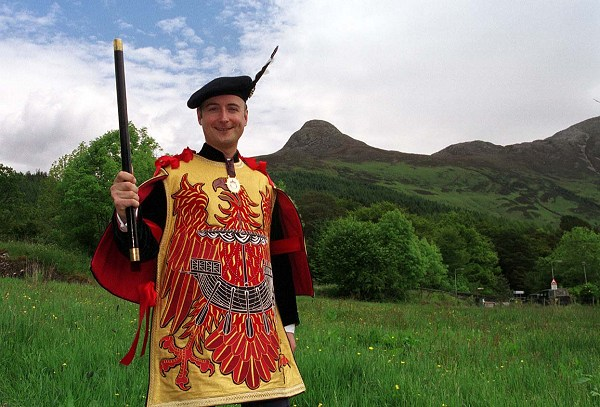
The Hon. Adam Bruce, Finlaggan Pursuivant van de wapenen in zijn tabberd.

In de middeleeuwen waren de op deze wijze geklede personen onschendbaar. Zij functioneerden als boodschappers in en buiten hun gebied, zowel in vredes- als oorlogstijd. Aanvankelijk waren de tabberds van een soepele stof gemaakt volgens de heersende mode. Vanaf de tweede helft van de 15e eeuw zijn ze zo zwaar geborduurd dat zij stijf zijn en een duidelijk zicht geven op het wapen van hun heer.
In Engeland en Schotland worden tabberds nog geregeld gedragen door herauten. In Spanje waren zij bij de inhuldiging van de Spaanse koning Juan Carlos te zien. In Nederland traden bij de inhuldiging van koningin Juliana in 1948 voor het laatst in tabberds geklede herauten op. 
Het woord tabberd wordt ook gebruikt als alternatieve benaming voor de toga.
Ten onrechte noemt men soms ook de dalmatiek van de diaken in de Rooms-Katholieke Kerk tabberd. Ook de Noord-Nederlandse volksmond spreekt ten onrechte van tabberd in plaats van koorkap, een ander liturgisch kledingstuk. Dit laatste gebruik ziet men ook in het alom bekende bekende kinderliedje Sinterklaas goedheilig man: daar wordt aan Sinterklaas, in veste van vertegenwoordiger van de Katholieke Kerk, gevraagd zijn beste tabberd an te trekken.